# ジャック・ヴィルツ
ジャック・ヴィルツ（Jacques Wirtz、1924年 - 2018年7月21日）は、ベルギーの造園家。ランドスケープ・アーキテクト。国内のみならず海外で多くの大小さまざまな規模の庭園を手がける。チュイルリー公園のカルーゼル広場リニューアル（1990年から2004年）設計競技で一等当選し、一躍知られるようになる。2006年には科学と芸術のためのベルギー王立フランダースのアカデミー金賞を受けた。

## 代表作品
- エリゼ宮殿新庭園（パリ、1992年）
- Cogelsパーク（スコーテン、ベルギー、1977年）
- 大阪万博ベルギー国パビリオンの庭（1970年）
- スコーテン・ガルデン（1970年）
- アントワープ大学キャンパス（1978年）
- アルベール大通り中央の緑地帯ガルデン（ブリュッセル、1992年）
- バンク·デ·ルクセンブルク （ルクセンブルク、1996年）
- ソシエテジェネラル銀行（ルクセンブルク、1997年）
- ジュビリー公園（イングランド、カナリーワーフ）
- シャトー·デ·フルーテ（ベルギー、1994年）
- シャトー·ド·Vinderhoute（ベルギー、1997年）
- Bremweideパーク（アントワープ、1978年）
- BMW・Bornemat本社（1985年）
- アニック城の庭改装（2001年）